# Lancaster (Pensylvánie)
Lancaster je město v Pensylvánii v USA a je sídelním městem okresu Lancaster County. S počtem 55 351 obyvatel se řadí k největším městům v Pensylvánii, na osmé místo za města Filadelfie, Pittsburgh, Allentown, Erie, Reading, Bethlehem a Scranton.

## Historie
Město, původně nazývané Hickory Town, bylo přejmenováno Johnem Wrightem podle anglického města Lancaster. Jeho symbol, rudá růže je převzata z domu Lancasterů. Lancaster byl v roce 1681 součástí Penn's Woods Charter Williama Penna a vyčleněn byl Jamesem Hamiltonem v roce 1734. Během americké války za nezávislost v roce 1777 byl krátký čas hlavním městem kolonií, když byla Filadelfie dobyta Brity.
Lancaster byl hlavním městem Pensylvánie od roku 1799 do 1812, poté bylo sídlo hlavního města přesunuto do Harrisburgu.

## Stavby ve městě
- Conestoga Cork Works Building, bývalá továrna a sklad, zařazeno do Národního registru památek USA v roce 1996
- Germania Turnverein Building na North Market Street, zařazeno do Národního registru památek USA v roce 1980
- Henry Krauskap House byl zařazen do Národního registru památek USA v roce 1982
- Jasper Yeates House, zařazený do Národního registru památek USA v roce 1982
- Kirk Johnson Building, dům na King Street, zařazen do Národního registru památek USA v roce 1983
- Lancaster County Courthouse, historická budova soudu, zařazen do Národního registru památek USA v roce 1978
- Lancaster Crematorium v severní části hřbitova Greenwood, zařazen do Národního registru památek USA v roce 1983
- Lancaster Trust Company, stavba banky na Market Street, zařazena do Národního registru památek USA v roce 1983
- Louise Arnold Tanger, arboretum na pozemku Lancaster County Historical Society na 230 North President Avenue
- Muzeum malíře Charlese Demutha na East King Street